# Traité de Compiègne (1764)
Pour les articles homonymes, voir Traité de Compiègne.
Le traité de Compiègne signé le 6 août 1764 est un accord donné par la république de Gênes à la France de poursuivre l'occupation militaire en Corse déjà consentie une première fois par le Traité de Compiègne de 1756 à Ajaccio, Calvi et Saint-Florent mais également à Bastia et à Algajola, cela pour une durée de quatre ans. Ce traité résulte du constat par Gênes de son incapacité à renverser seule la République corse de Pascal Paoli.